# Мигел Примо де Ривера
Мигел Примо де Ривера и Орбанеха (на испански: Miguel Primo de Rivera y Orbaneja; 8 януари 1870 – 16 март 1930) е испански генерал и диктатор. Като министър-председател при крал Алфонсо XIII управлява авторитарно Испания между 1923 и 1930 г.

## Биография
Роден е в аристократично семейство на потомствени военни в Херес де ла Фронтера. Баща му е полковник, а дядо му Хосе Примо де Ривера е адмирал, герой от Войната за независимост и по-късно сенатор.
На 14-годишна възраст постъпва във Военната академия в Толедо и след завършването ѝ е разпределен да служи в Мелиля, където взима участие в Рифската война (1911 – 1927). Издига се бързо до чин капитан и е многократно награждаван за проявена храброст. След завръщането си в Испания, заема различни висши военни постове. През 1921 г. е разжалван и уволнен, след като прави публични изказвания за изтегляне на Испания от северноафриканските колонии. През май 1922 г., обаче, е върнат на служба и назначен на горещия пост военен губернатор на Барселона. По това време в града властват анархизмът, тероризмът и сепаратистките настроения. Примо де Ривера бързо печели симпатиите и подкрепата на десните партии с решителните си и твърди действия срещу безредиците.
Използвайки политическата криза, предизвикана от битката при Ануал (битка от Рифската война, загубена катастрофално от Испания), на 13 септември 1923 г. Примо де Ривера извършва държавен преврат с подкрепата на различни сектори от обществения живот (индустриалци, военни, консервативните партии). Конституцията от 1876 г. е отменена, свободните медии са забранени, парламентът е разпуснат.
Неговият авторитарен и националистически режим се опитва да обедини нацията под мотото „Държава, религия, монархия“. Макар той да се радва на успех в определени области, репресивното му управление не успява да създаде приемлива политическа система и се поддава на широкото недоволство, което е предизвикало. Правителството му не успява да спечели подкрепата на средната класа и потиска свободите в Каталуния. Освен това то разчита главно на земевладелците, което предотвратява въвеждането на фундаментални селскостопански реформи. Примо де Ривера се опитва да създаде силна партия, вярна на испанските традиции, но Испанският патриотичен съюз не осъществява надеждите му.
Режимът оцелява три опита за преврат през 1926 г. Докато правителството става все по-нетолерантно към опозицията, народното недоволство срещу него продължава да расте. Към 1929 г. финансовото положение в страната е зле, а недоволството вече се е разпространило в повечето обществени прослойки. Когато основният му източник на власт, въоръжените сили, отказват да го подкрепят повече, Примо де Ривера е принуден да подаде оставка през януари 1930 г. Страдайки от здравословни проблеми, много скоро след това Мигел Примо де Ривера умира на 16 март 1930 г. в Париж, Франция.